# Caspar Augustin Geiger
Pour les articles homonymes, voir Geiger.
Caspar Augustin Geiger, né le 27 août 1847 à Lauingen et mort le 12 novembre 1924 à Munich est un peintre bavarois qui fut peintre de genre, d'histoire et de natures mortes.

## Biographie
Geiger étudie à l'académie royale des beaux-arts de Bavière à Munich, entre autres auprès de Wilhelm von Diez. Après un long séjour à Venise, il habite à partir de 1890 à Munich. Il reçoit la commande de quatre fresques pour la coupole du Glaspalast. Il s'installe ensuite à Kaiserslautern, où il devient professeur à l'école des arts décoratifs.
Son frère cadet, Nikolaus Geiger, était un sculpteur reconnu de l'époque wilhelminienne.

## Quelques œuvres
- La Visite du marchand
- Nature morte au vase (1919)